# John Clauser

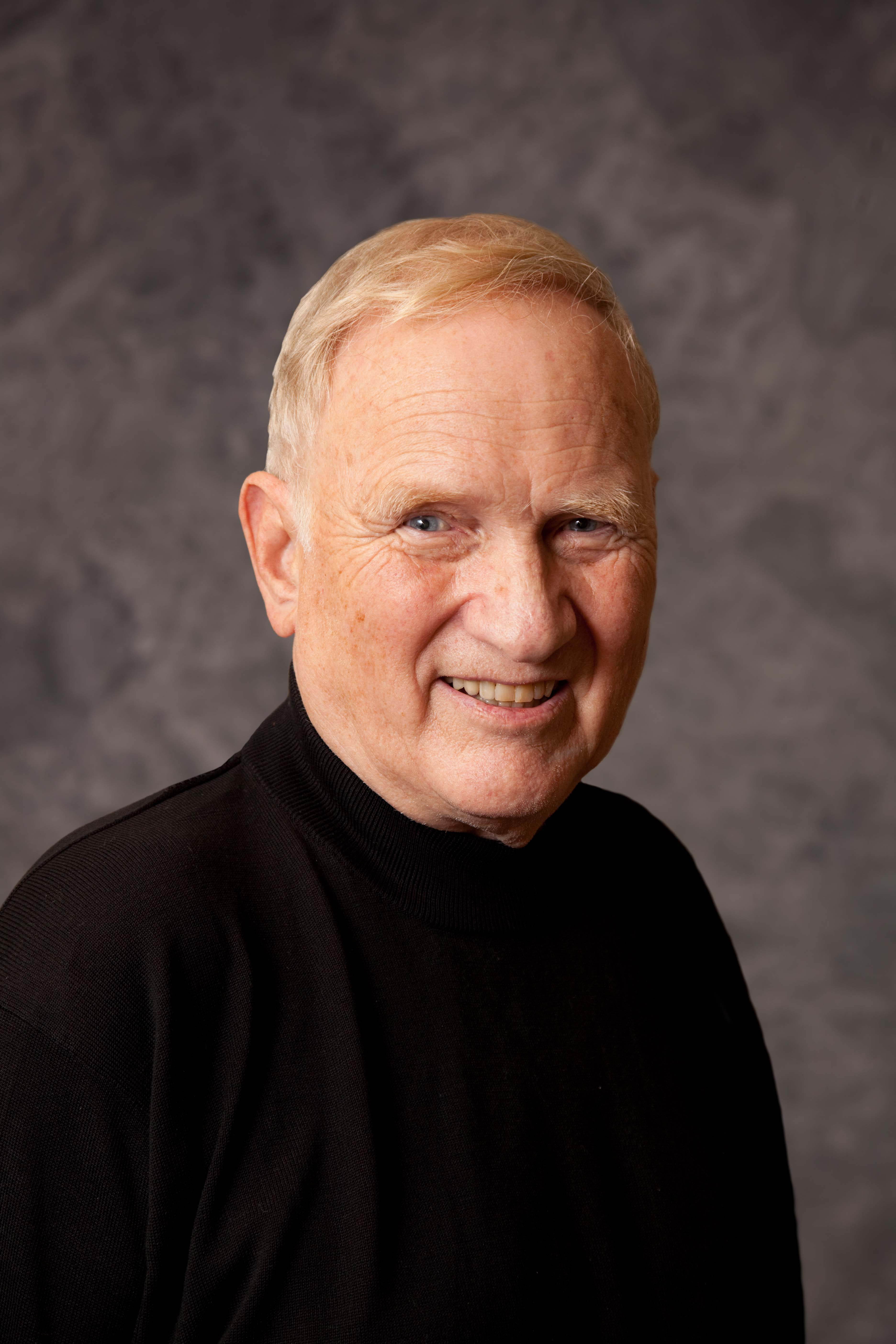
John Clauser (2016)

John Francis Clauser (* 1. Dezember 1942 in Pasadena, Kalifornien) ist ein US-amerikanischer Experimentalphysiker, der sich mit Grundlagen der Quantenmechanik beschäftigt. Im Jahr 2022 wurde ihm der Nobelpreis für Physik gemeinsam mit Alain Aspect und Anton Zeilinger zuerkannt. Clauser, dessen wissenschaftliche Arbeit keinen näheren Bezug zur globalen Erwärmung hat, tritt mittlerweile vornehmlich als Akteur der organisierten Klimawandelleugnerszene in Erscheinung.

## Leben und Wirken
Clauser ist der Sohn eines Professors für Flugzeugbau (Francis Hettinger Clauser, 1913–2013) am Caltech und studierte am Caltech (Bachelor 1964) und an der Columbia University, wo er 1966 seinen Master-Abschluss machte und 1969 bei Patrick Thaddeus über die Messung des Kosmischen Mikrowellenhintergrunds promovierte. Danach war er bis 1975 am Lawrence Berkeley National Laboratory und 1975 bis 1986 am Lawrence Livermore National Laboratory. Anschließend war er als Forschungsphysiker an der University of California, Berkeley. 
In einem grundlegenden Experiment testete er mit Stuart Freedman die Bellsche Ungleichung, die sie zuvor zur CHSH-Ungleichung (Clauser, Michael Horne, Abner Shimony und Richard Holt 1969) verallgemeinert hatten. In diesem wiesen sie die Verletzung der Bellschen Ungleichung (eine quantitative und experimentell überprüfbare Formulierung des EPR-Paradoxons) nach und damit die Widerlegung, dass das Hinzufügen verborgener Variablen zur Quantenmechanik, wie im Einstein-Podolsky-Rosen-Paradoxon angenommen, dazu führt, die Nichtlokalität der Quantenmechanik zu überwinden. Gleichzeitig war dies der Beginn von Experimenten mit verschränkten Zuständen in der Quantenmechanik und machte ihn auch zu einem Pionier der Quanteninformationswissenschaft.  Das war die erste Beobachtung von Quantenverschränkung und das erste Experiment, das die Verletzung der Bell-Ungleichung zeigte (und damit die Quantenmechanik bestätigte). Das Experiment wurde später von vielen Gruppen in verbesserter Form wiederholt, die jeweils Clausers Ergebnisse und die Quantenmechanik bestätigten.
Seit Ende der 1980er Jahre befasste Clauser sich hauptsächlich mit Atominterferometern. Unter anderem schlug er 1992 ein neuartiges Interferometer vor (Talbot-Lau-Interferometer), das optische Gitter verwendet und sich besonders für Experimente mit Quellen geringer Kohärenz eignet. Zuvor war er auch an Forschungen zum Einschluss von Plasmen mit magnetischen Spiegeln (Magnetische Flasche) beteiligt.
2010 erhielt er mit Alain Aspect und Anton Zeilinger den Wolf-Preis in Physik und 2022 ebenfalls gemeinsam mit diesen beiden Forschern den Nobelpreis für Physik. 

## Klimawandelleugnung
Nach dem Gewinn des Nobelpreises trat Clauser, der in seiner Karriere keine einzige peer-reviewte Studie zum Thema Klimawandel publiziert hat, wiederholt öffentlich als Klimawandelleugner auf. Unter anderem hielt er als Hauptredner neben Marc Morano einen Vortrag bei einer Veranstaltung der Deposit of Faith Coalition. Diese setzt sich gemäß Website dafür ein, dass „diejenigen, die die gott- und familienfeindliche Klima-Agenda vorantreiben, genannt und entlarvt werden müssen“. Seit Mai 2023 gehört Clauser dem Vorstand der CO2 Coalition an, einer Organisation, die die Existenz des anthropogenen Klimawandels bestreitet. Er ist auch Unterzeichner der Klimadeklaration von Clintel, die behauptet, dass es keinen Klimanotstand gebe.